# Vencer la culpa
Vencer la culpa è una telenovela messicana prodotta da Rosy Ocampo per Televisa e trasmessa su Las Estrellas dal 26 giugno al 13 ottobre 2023.

## Trama
Quattro donne, Manuela, Amanda, Paloma e Yaneli, trovano i loro destini intrecciati quando Dulce, una giovane donna che conoscevano a malapena, scompare misteriosamente. Dubitando che suo fratello sia coinvolto nella scomparsa di Dulce, Yaneli decide di indagare, incontrando lungo la strada Manuela, Paloma e Amanda. La loro ricerca li porterà a costruire una forte amicizia che li aiuterà a superare il proprio senso di colpa.

## Personaggi
- Paloma Gallardo Rivera, interpretata da Claudia Martín
- Manuela Román Landeros, interpretata da Gabriela de la Garza
- Leandro Govea Cardenal, interpretato da Gabriel Soto
- Pablo Córdoba, interpretato da Matías Novoa
- Amanda Cardenal, interpretata da María Sorté
- Franco Beltrán, interpretato da Carlos Ferro
- Enrique Ortega, interpretata da Juan Carlos Barreto
- Carmina Gaytán, interpretata da Íngrid Martz
- Ángeles Román, interpretata da Helena Rojo
- Everardo Govea, interpretato da Roberto Ballesteros
- Yaneli Serrano López, interpretata da Romina Poza
- Dulce Ventura Chávez, interpretata da Jesusa Ochoa
- Julieta Govea Román, interpretato da Sammy Schoulund
- Octavio Gallardo, interpretato da Luis Gatica
- Adela Rivera, interpretata da Mónica Ayos
- Ricardo «"Ricky" Landeros, interpretato da Pablo Perroni
- David Montiel, interpretato da Pedro Mira
- Tamara Govea Cardenal, interpretata da Paulina Treviño
- Lorena Bastarrechea, interpretata da Manuela Imaz
- Tolita, interpretata da Mariana Cabrera
- Susana Ortega, interpretata da Sachi Tamashiro
- Nancy Gaytán, interpretata da Haydée Navarra
- Victoria "Vicky" Flores, interpretata da Astrid Romo
- Nicolás Alcaraz, interpretato da José Ángel Bichir
- Genaro Serrano López, interpretato da Deicardi Díaz